# Lidia Thorpe

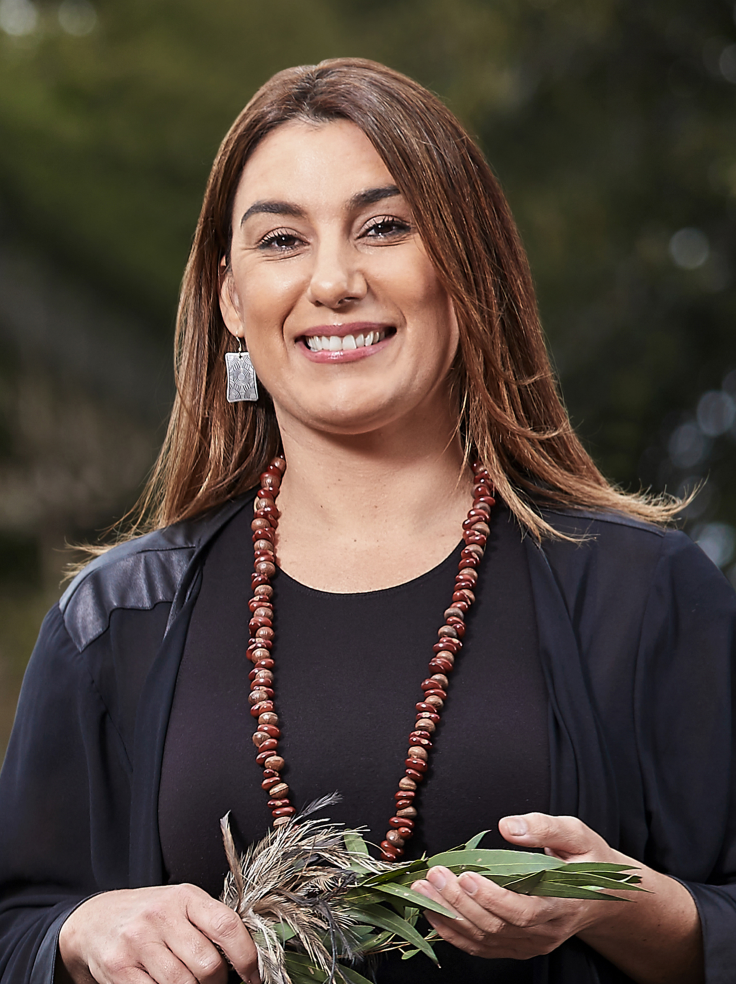
Lidia Thorpe (2020)

Lidia Alma Thorpe (geboren 18. August 1973 in Carlton, Victoria) ist eine australische Politikerin. Sie ist derzeit parteilos. Seit 2020 ist sie Senatorin von Victoria und die erste Abgeordnete des Staates, die zu den Aborigines gehört.

## Leben

### Kindheit und Jugend
Lidia Thorpe wurde 1973 in eine Familie mit sowohl englischen als auch irischen Wurzeln geboren. Sie stammt außerdem von den Aborigines-Stämmen Djab Wurriung, Kurnai und Gunditjmara ab. Thorpe wuchs mit ihrer Familie in einer Sozialwohnung in Collingwood auf. Sie besuchte eine Grundschule in Clifton Hill. Im Anschluss besuchte sie die Fitzroy High School, verließ die Schule aber mit 14 Jahren.
Sie begann bei ihrem Onkel Robbie Thorpe, einem bekannten Aborigine-Aktivisten, zu arbeiten. Dieser betreute das Koori Information Centre in Fitzroy. Es gelang ihr an der Swinburne University of Technology zu studieren und hat ein Diplom in Gemeinwesenarbeit (Community Development).

### Berufliche Karriere
Später arbeitete sie als Projektmanager im East Gippsland Shire Council, war Manager bei Centrelink und im Lake Tyers Aboriginal Training Centre. Von 2014 bis 2017 war sie stellvertretende Vorsitzende des National Aborigines and Islanders Day Observance Committee (NAIDOC).

### Politik

#### Victorian Legislative Assembly (2017–2018)
Thorpe trat bei den Parlamentswahlen in Victoria für die Australian Greens an und gewann einen Platz in der Legislative Assembly (Repräsentanten- beziehungsweise Unterhaus) im Parlament von Victoria im Wahlbezirk von Northcote mit 45,22 % im ersten und 50,93 % im zweiten Wahlgang. Am 28. November 2017 schwor sie den Amtseid und hielt ihre erste Rede am folgenden Tag. Thorpe war bei den Greens zuständig für die Ressorts Aborigines, Verbraucherangelegenheiten, Qualifikationen und Ausbildung, Sport und psychische Gesundheit.
Im Mai 2018 veranstaltete sie ein parlamentarisches Treffen mit dem Ältestenrat der Aborigines in Victoria, um die Pläne des Staates Victoria zum Umgang mit den Aborigine-Clans zu besprechen. Das Treffen wurde im Rahmen von Thorpes Kampagne zur Einführung von Verträgen auf Clan-Basis organisiert, die die rund 100 Aborigines-Clans in Victoria anerkennen würden. Die Delegation der Clanältesten beschloss einstimmig, einen Ältestenrat zu bilden. Thorpe unterstützte den Gesetzesentwurf der Regierung zum Vertrag von 2018, erklärte jedoch, dass sie sich weiterhin für die Anerkennung der Souveränität der Clans im Rahmen des Vertragsprozesses einsetzen werde.
2018 verlor sie ihren Sitz gegen den Labor-Kandidaten Kat Theophanous bei den Wahlen 2018 in Victoria und schied 2018 aus dem Parlament aus.

#### Parliament of Australia (seit 2020)

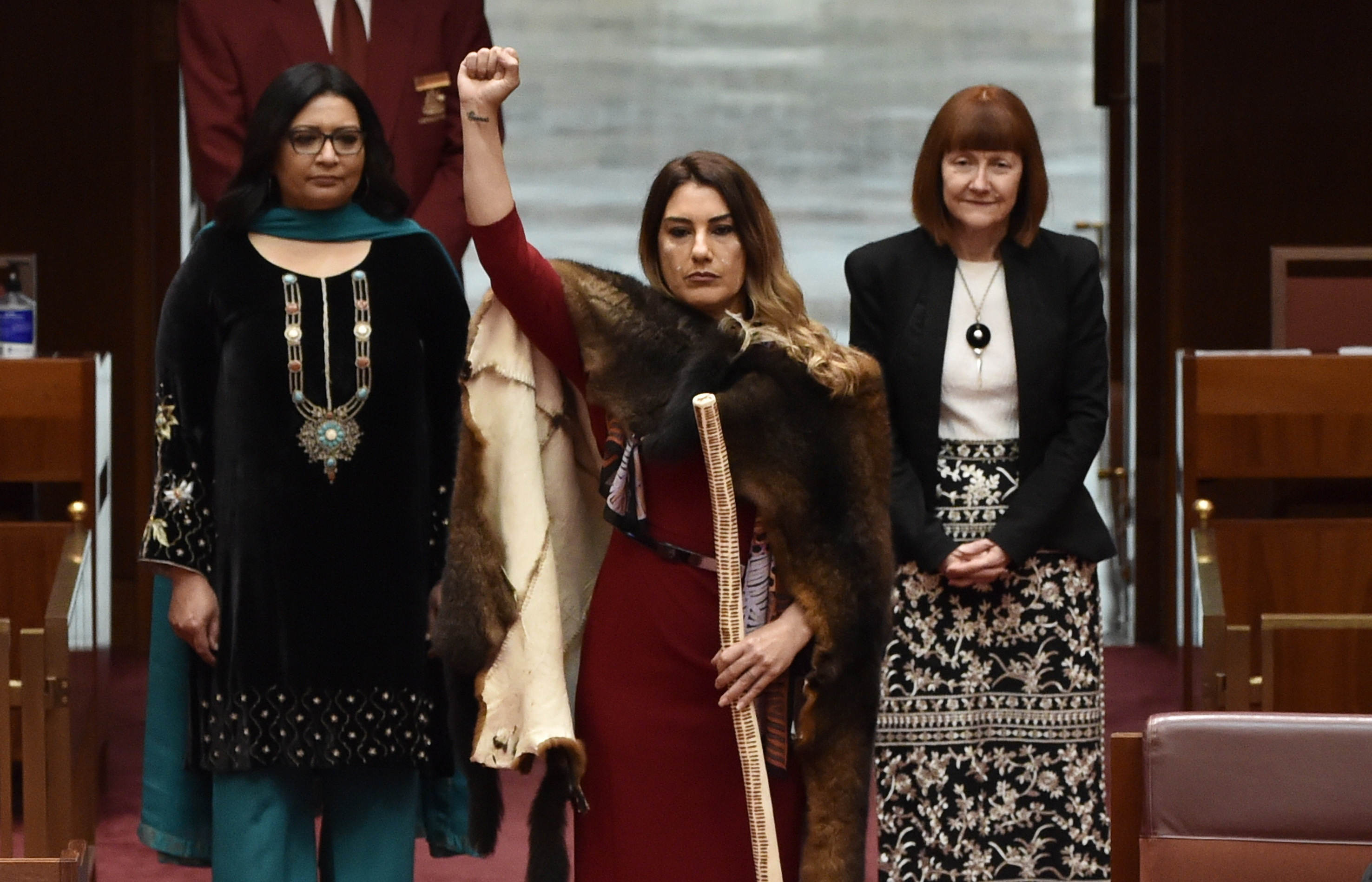
Lidia Thorpe in Aborigine-Stammeskleidung bei ihrem Amtseid 2020

Im Juni 2020 wurde Thorpe von den Greens ausgewählt, Nachfolgerin von Senator Richard Di Natale zu werden, der sowohl als Senator als auch als Parteivorsitzender der Greens zurückgetreten war. Sie schwor den Amtseid am 6. Oktober 2020. Sie wurde damit erste Senatorin Victorias und erste grüne Abgeordnete mit Aborigine-Wurzeln.
Bei den Parlamentswahlen in Australien 2022 wurde sie in ihrem Amt bestätigt. Sie wurde außerdem zur Sprecherin der Greens gewählt. Am 20. Oktober 2022 trat sie von diesem Posten zurück, nach dem eine Beziehung zu einem kriminellen Rocker-Chef bekannt wurde.
Am 6. Februar 2023 trat sie aus der Grünen-Partei aus, nachdem es einen Streit um die indigene Vertretung innerhalb der Partei gab. Sie ist weiterhin als unabhängige Senatorin im Parlament.

## Kontroversen
Thorpes kompromissloses Eintreten für die Belange der Aborigines und ihr politisches Auftreten sorgt immer wieder für Empörung in der australischen Politik.

### Kontroverse politische Aussagen
2021 äußerte sich Thorpe negativ über neue, aus ihrer Sicht rassistische Jugendschutz-Gesetze im Northern Territory und unterstellte dem Attorney-General of the Northern Territory wie ein weißer Mann zu handeln. Zu dieser Zeit war dies jedoch Selena Uibo, eine Aborigine. Diese wehrte sich mit dem Anwurf, Thorpe habe kein Recht für das Northern Territory zu sprechen und habe sich mehrfach respektlos verhalten.
2021 unterbrach Thorpe eine Rede der liberalen Senatorin Hollie Hughes mit den Worten „wenigstens halte ich meine Beine geschlossen“. Dies äußerte sie während einer Debatte über Behindertenrechte. Hollis, die einen autistischen Sohn hat, fühlte sich dadurch beleidigt und in ihrer Ehre verletzt. Sie verließ die Debatte unter Tränen. Thorpe entschuldigte sich später für ihre Äußerungen, behauptete aber, sie habe nichts von Hughes’ autistischem Sohn gewusst.
Im Dezember 2021 machte sie auf Twitter nach einem Brand im Old Parliament House in Canberra eine höhnische Bemerkung, dass das alte koloniale System nun abbrennen würde. Nach Protesten der Labor- und der Coalition-Partei löschte sie den Tweet eine Stunde später.
In einem Interview 2022 sagte sie, sie wäre da, um das Parlament zu infiltrieren. Die australische Flagge hätte hier keinen Platz.
Im August 2022 fügte sie beim öffentlichen Oath of Allegiance zu Ehren von Elisabeth II. das Wort „the colonising“ ein („I swear by Almighty God that I will be faithful and bear true allegiance to the colonising Her Majesty Elizabeth the Second, Queen of Australia, Her heirs and successors according to law.“). Nach Beschwerden mehrerer Senatoren und einer Intervention durch Senats-Präsidentin Sue Lines musste sie den Schwur ein zweites Mal ohne die beiden Worte wiederholen.
Im April 2023 wurden Filmaufnahmen veröffentlicht, die Thorpe zeigten, wie sie vor einem Stripclub Männer beschimpfte, einen kleinen Penis zu haben. Sie behauptete vorher sexuell belästigt worden zu sein, doch der Clubinhaber hielt dagegen, sie habe den Streit provoziert, in dem sie den Männern zugerufen habe, sie hätten ihr Land gestohlen.

### Beziehung zu einem ehemaligen Rocker-Boss
Während sie für die Greens das Justizressort innehatte und im gemeinsamen parlamentarischen Strafverfolgungsausschuss saß, hatte Thorpe eine Beziehung mit Dean Martin, dem ehemaligen Präsidenten der verbotenen Rocker-Gang Rebels. Martin war Präsident der Rebels in Victoria und wurde 2013 wegen Alkoholdelikten angeklagt und hatte sich schuldig bekannt. Als Mitglied des Ausschusses wurde Thorpe in vertrauliche Informationen über Motorradbanden und organisierte Kriminalität eingeweiht. Sie hatte die Beziehung nicht offengelegt, die erst aufgedeckt wurde, als ihre Mitarbeiter, die Mitte 2021 von der Beziehung erfuhren, das Büro des Parteivorsitzenden Adam Bandt und eine unabhängige parlamentarische Behörde informierten.

### Eklat um Besuch von Charles III
Am 21. Oktober 2024 rief Thorpe König Charles III., der anlässlich eines Australienbesuches das Parlament besuchte und dort eine Rede hielt, zu: „Dies ist nicht Ihr Land, Sie sind nicht mein König“. Zudem unterstellte sie ihm den „Mord an ihrem Volk“. Als sie von den Sicherheitskräften abgeführt wurde, hörte man sie „Fuck the Colony“ schreien. Die ältere Ngunnawal-Älteste Aunty Violet Sheridan, die am selben Tag mit den Royals bei einer offiziellen Begrüßungsfeier war und während Thorpes Protest im Parlamentsgebäude saß, erklärte, die Zwischenrufe seien „respektlos“ und Lidia Thorpe spreche nicht für sie und ihr Volk. Die Zwischenrufe wurden auch von Anthony Albanese, dem australischen Premierminister, verurteilt, der erklärte, die Zwischenrufe entsprächen nicht dem Standard, den die Australier zu Recht von Parlamentariern erwarteten. Peter Dutton, der Oppositionsführer, forderte Thorpe zum Rücktritt aus dem Senat auf.
Nach dem Vorfall wurde sie nach dem Eid gefragt, den sie bei ihrer Vereidigung aufgesagt und unterschrieben hatte und in dem sie Königin Elisabeth II. und „ihren Erben“ Treue geschworen hatte. Thorpe erklärte, sie habe stattdessen „ihre Haare“ („hair“ und „heir“ klingen im englischen ähnlich) gesagt. Die Verfassungsrechtsexpertin Anne Twomey erklärte daraufhin, dass auf dem unterzeichneten Eid „Erben“ gestanden hätte und dass der vorsitzende Beamte Senatorin Thorpe ausschließen könne, wenn er der Meinung sei, dass kein gültiger Eid geleistet worden sei. Simon Birmingham, Oppositionsführer im Senat, erklärte, dass die Opposition erwäge, Thorpe aus dem Senat auszuschließen. Thorpe zog ihre Ausführungen daraufhin zurück und behauptete, sich versprochen zu haben. Am 18. November 2024 wurde Thorpe vom australischen Senat gerügt. Der Senat beschrieb Thorpes Verhalten mit 46 zu 12 Stimmen als „respektlos und störend“ und forderte, sie als Senatorin zu disqualifizieren. Ein Ordnungsruf ist politisch symbolisch, hat aber keine verfassungsmäßige oder rechtliche Bedeutung.

## Privatleben
Lidia Thorpe stammt aus einer langen Reihe von Aborigine-Aktivisten. So gründete ihre Großmutter Alma Thorpe den Victorian Aboriginal Health Service und war Gründungsmitglied der Zelt-Botschaft. Ihre Mutter gehörte der Kommission der Gestohlenen Generationen an, die den Bringing-Them-Home-Bericht veröffentlichte. Sie gehörte außerdem dem Council for Aboriginal Reconciliation an und war Kandidatin für die Greens in Gippsland.
Thorpes Schwester Meriki Onus ist Mitbegründerin der Warriors of Aboriginal Resistance (WAR).
Sie hat drei Kinder. Das erste Mal Mutter wurde sie mit 17 Jahren. 2013 musste sie Konkurs anmelden, nachdem sie mehr als 500.000 Australische Dollar Schulden hatte, die aus einer Beziehung mit ihrem ersten Mann stammen. Dort wurde sie Opfer häuslicher Gewalt. Sie ging gerichtlich gegen ihre Schulden vor und wurde 2016 freigesprochen.